# Щегельський Антон Григорович
Щегельський Антон Григорович (Антін Щегельський; 1 січня 1951, с. Карбівка, Гайсинський район, Вінницька обл. — 9 листопада 2020) — український журналіст і письменник.

## Життєпис
Народився 1 січня 1951 р. в селі Карбівці Гайсинського району на Вінниччині у сім'ї вчителів. Усе свідоме дитинство прожив у сусідньому селі Кисляку. Після закінчення в 1967 р. Гайсинської середньої школи № 4 працював робітником на заводі оцинкованого посуду у місті Гайсині. З січня 1968 по травень 1969 р. навчався в учбово-виробничому комбінаті Вінницького обласного управління побутового обслуговування. У 1969—1971 рр. служив у війську.
Саме під час навчання на шевських справ майстра, взимку 1969 р., опублікував свою першу новелу у вінницькій обласній газеті «Комсомольське плем'я».
У 1971 р. вступив на денне відділення факультету журналістики КДУ, звідки був виключений 1974 року за політичні анекдоти і слизький язик. У 1977 р. завдяки деканові факультету Дмитрові Прилюку поновився на вечірньому відділенні. Закінчив факультет журналістики Київського держуніверситету імені Тараса Шевченка в 1979 р.
У 1976—1985 рр. — працював у багатотиражній газеті «Київський електротранспорт» як «пролісок»: тобто був зарахований техніком-диспетчером служби руху Київського трамвайно-тролейбусного управління, а фактично виконував обов'язки кореспондента багатотиражки.
З 1986 по 1993 р. працював кореспондентом газети «Вечірній Київ», а пізніше — у прес-службі Міністерства охорони здоров'я (1993 р.), заступником головного редактора газети «Юридичний вісник України» (1994 р.), редактором відділу інформації газети «Говорить і показує Україна» (1994—2003 рр.), провідним спеціалістом відділу взаємодії із засобами масової інформації Міністерства юстиції України (2003 р.), редактором  сайту «2000» (2003 р.). Із 2004 по 2008 р. –  відповідальний секретар журналу «Київська старовина», 2008—2012 — відповідальний секретар Київської державної регіональної телерадіокомпанії. Одночасно з 2009 по 2010 рр. був заступником головного редактора журналу «ЄвроАтлантика», а з 2010 по 2013 р. працював заступником головного редактора й головним редактором  газети «Вісті Київщини». У 2013—2014 роках — відповідальний секретар  газети «Культура і життя».
Автор збірок пародій «Відхилення від ненормальності» та «У чому істина циганська», а також друкованих і електронних прозових книжок: збірок новел «Остання гастроль імпотента Сливки», «Мемуари українського Казанови», повістей «Секс-бомба застарілої конструкції, або Уроки державної служби», «Пригоди українців у Анталії» та сатиричного роману «Сезон паломництва в парламент», книжку повістей та оповідань «Волошки для Тараса»; збірки пародій на вірші сучасних українських авторів «На перепутті думок».
Член Національної спілки письменників, Національної спілки журналістів та Асоціації парламентських журналістів України.
Лауреат Всеукраїнського літературно-публіцистичного конкурсу «За талант і громадянську мужність» (2004 р.).
Постійний член журі Міжнародного телерадіофестивалю «Калинові мости», який щорічно проходить у Вармінсько-Мазурському воєводстві Республіки Польща.